# Сёдерблум, Юнатан
Ларс Олоф Юнатан Сёдерблум (швед. Lars Olof Jonathan Söderblom; 15 января 1866 — 12 июля 1931) — шведский священник и экуменист, архиепископ Уппсалы, лауреат Нобелевской премии мира 1930 года. Именем Сёдерблума отмечен день 12 июля в лютеранском Календаре святых.

## Биография
Натан Сёдерблум родился на ферме Трёнё, теперь Сёдерхамнский муниципалитет лена Евлеборг, Швеция. Его отец был священником и глубоко верующим христианином.
Сёдерблум поступил в Уппсальский университет в 1883 году. Он не знал, что конкретно собирается изучать, но решил пойти по стопам отца. По возвращении из США в 1892 году он получил степень по теологии и был рукоположён в пасторы лютеранской церкви. В том же году он опубликовал свою первую книгу о теологии германского реформатора Мартина Лютера. В 1892 и 1893 годах Сёдерблум занимал должность первого вице-президента и президента студенческого союза Уппсалы.

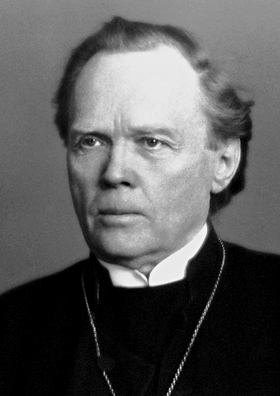
Натан Сёдерблум

Некоторое время он служил капелланом психиатрической больницы в Уппсале, потом был назначен пастором шведской церкви в Париже. В 1897 году женился на студентке Уппсальского университета Анне Форселл, в их семье родилось 10 детей. В Париже Сёдерблум провёл семь лет. Его приход посещали известные скандинавские художники, дипломаты и бизнесмены, среди которых был Альфред Нобель. После смерти Нобеля 10 декабря 1896 года Сёдерблум провёл заупокойную службу.

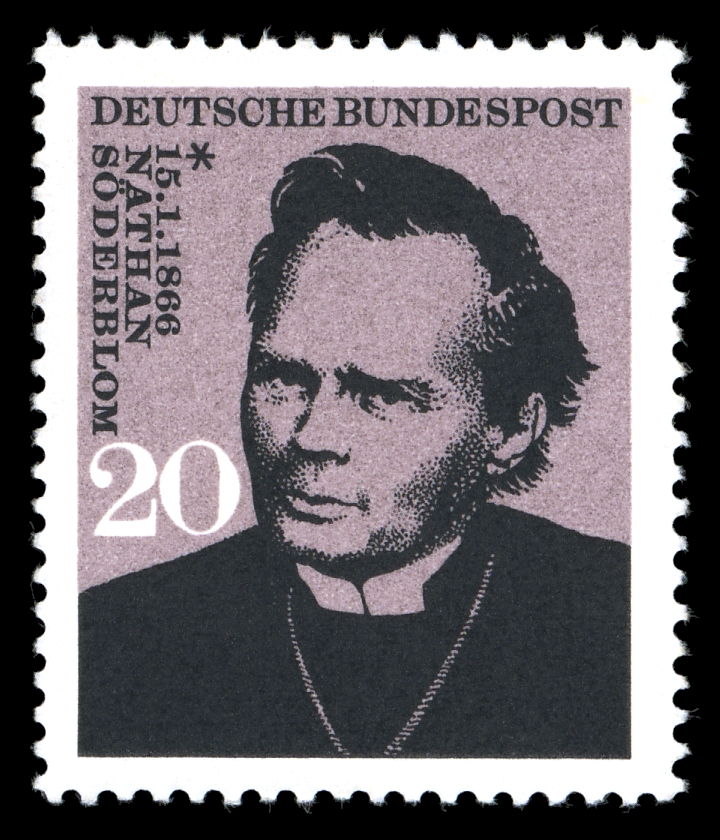
Натан Сёдерблум на немецкой почтовой марке 1966 года

Он окончил аспирантуру по теологии, а также истории религии в Парижском университете, и получил степень доктора теологии. Темой диссертации Сёдерблум выбрал понятие загробной жизни в зороастризме — персидской религии, распространившейся в VI веке до н. э. Он вернулся в Швецию в 1901 году, когда ему предложили кафедру теологии Уппсальского университета. В 1912 году он стал профессором религиоведения Лейпцигского университета.
20 мая 1914 года Сёдерблум был назначен архиепископом Церкви Швеции. Во время Первой мировой войны Сёдерблума сделало известным его христианское движение за мир. К этому времени он написал несколько крупных работ и в 1921 году был избран в Шведскую академию.
Сёдерблум был близко знаком с английским экуменистом Джорджем Беллом, и считается одним из основателей экуменизма. В 1925 году в Стокгольме он организовал Всеобщую христианскую конференцию, в которой участвовали почти все мировые церкви, кроме Римско-католической. Результатом этой встречи и последующей работы стало создание в 1948 году Всемирного совета церквей.
В награду за заслуги в достижении мира через религиозное объединение Сёдерблум в 1930 году получил Нобелевскую премию мира. Через год после получения Нобелевской премии он был приглашен читать лекции в Эдинбурге, но после первых десяти лекций вернулся в Швецию. Сёдерблум скончался от сердечного приступа в Уппсале 12 июля 1931 года.